# Szojuz–27
A Szojuz–27 (oroszul: Союз 27) szovjet háromszemélyes, kétszemélyessé átalakított szkafanderes személyszállító, szabványos rendszerben épített Szojuz űrhajó. A 33., ember irányította szovjet űrhajó. Az űrhajó látogató űrhajósokat vitt a Szaljut–6 űrállomásra

## Küldetés
Feladata, az elöregedett Szojuz–26 lecserélése friss űrhajóra, az űrállomáson tartózkodó, hosszútávú legénység leszállásához. A látogató legénység elhelyezése, bekapcsolódás a navigációs, csillagászati, műszaki, légkörkutatási, földfotózási, földmegfigyelési, orvosi és biológiai kutatási programba. A szovjet és a francia szakemberek által kidolgozott sejtosztódási kísérletek végzése.

## Jellemzői
Központi tervező iroda CKBEM <= Центральное конструкторское бюро экспериментального машиностроения (ЦКБЕМ)> (OKB-1 <= ОКБ-1>, most OAO RKK Energiya im. SP Korolev <= ОАО РКК Энергия им. С. П. Королёва> – Központi Kísérleti Gépgyártási Tervezőiroda). Az űrhajót kis átalakítással emberes programra, teherszállításra és mentésre (leszállásra) tervezték.
1978. január 10-én a Bajkonuri űrrepülőtér indítóállomásról egy Szojuz hordozórakéta (11А511U) juttatta Föld körüli, közeli körpályára. Az orbitális egység pályája 88.73 perces, 51.65 fokos hajlásszögű, elliptikus pálya-perigeuma 199 kilométer, apogeuma 254 kilométer volt. Hasznos tömege 6800 kilogramm. Szerkezeti felépítését tekintve a Szojuz űrhajó napelemtáblák nélküli változatával megegyező. Akkumulátorait az űrállomás napelemtáblái által előállított energiával tartották üzemkész állapotban. Összesen 64 napot, 22 órát, 52 percet és 47 másodpercet töltött a világűrben. Összesen 1025 alkalommal kerülte meg a Földet.
Végrehajtották a Szaljut–Szojuz teljes rendszer dinamikai, mechanikai próbáit, a két űrhajó és az űrállomás egységes rendszerében.
Március 16-án belépett a légkörbe, a leszállás hagyományos módon – ejtőernyős leereszkedés – történt, Celinográdtól 310 kilométerre nyugatra értek Földet.

## Személyzet
(zárójelben a küldetések száma a Szojuz–27-tel együtt)

### Indításkor
- Vlagyimir Dzsanyibekov (1)
- Oleg Makarov (3)

### Leszálláskor
- Jurij Romanyenko (1)
- Georgij Grecsko (2)